# 北道正幸
北道 正幸（きたみち まさゆき）は、日本の漫画家。福井県出身。男性。
1992年、アフタヌーン四季賞佳作。以降『月刊アフタヌーン』誌上に、関西風味の強いギャグ漫画『スカタン野郎』『スカタン天国』、特撮のパロディ『ぽちょむきん』を連載。
現在は「無職の猫」を描いた4コマ漫画「プ〜ねこ」を連載中。

## 作品リスト
- スカタン野郎（アフタヌーンコミックス 全3巻）
- スカタン天国（アフタヌーンコミックス 全4巻）
- ぽちょむきん（アフタヌーンコミックス 全4巻）
- プ〜ねこ（アフタヌーンコミックス 既刊10巻）

## アシスタント
- まるいミカ